# Silusida marginella
Silusida marginella är en skalbaggsart som först beskrevs av Thomas Casey 1893.  Silusida marginella ingår i släktet Silusida och familjen kortvingar. Inga underarter finns listade i Catalogue of Life.